# آر. س. ستيفنز
آر. س. ستيفنز (بالإنجليزية: R. C. Stevens)‏ هو لاعب كرة قاعدة أمريكي، ولد في 22 يوليو 1934 في مولتري في الولايات المتحدة، وتوفي في 30 نوفمبر 2010 في دافنبورت في الولايات المتحدة.

## وصلات خارجية
- آر. س. ستيفنز على موقعبيزبول رفرنس.كوم (الدوري الثانوي) (الإنجليزية)